# أندري ديامانت
أندري ديامانت (بالبرتغالية: André Diamant‏) (ولد في 9 فبراير 1990) لاعب شطرنج برازيلي يحمل لقب أستاذ كبير.

## إنجازات
- فاز ببطولة البرازيل للشطرنج عام 2008 و2009.
- لعب باسم بلده في أولمبيادات الشطرنج عام 2008 و2010.
- وهو من أصل يهودي ويلعب لنادي آهبرايكا في ساو باولو.

## تصنيف إيلو
- بلغ أفضل تصنيف إيلو 2526 نقطة.
- بلغ في تصنيف إيلو 2533 نقطة في يناير 2018.

## روابط خارجية
- أندري ديامانت على موقع الاتحاد الدولي للشطرنج (الإنجليزية)
- أندري ديامانت على موقع مباريات الشطرنج (الإنجليزية)
- أندري ديامانت على موقع 365Chess.com (الإنجليزية)
- أندري ديامانت على موقع Chesstempo.com (الإنجليزية)
- أندري ديامانت سجل أولمبياد الشطرنج على موقع OlimpBase.org (الإنجليزية)